# Groupe de Monrovia
Le groupe de Monrovia, parfois appelé bloc de Monrovia, officiellement « Conférence des États africains indépendants », était une association informelle d'États africains qui exista peu de temps au début des années 1960. Ses membres partageaient une vision commune du futur de l'Afrique et du panafricanisme. Ils promouvaient l'idée d'une coexistence et d'une coopération harmonieuses entre les États africains indépendants, mais sans nécessité d'une fédération politique et d'une intégration forte, à l'inverse du groupe rival nommé « groupe de Casablanca ». En 1963, les deux groupes s'entendirent pour instituer une organisation à l'échelle continentale, l'Organisation de l'unité africaine.

## Histoire
Le groupe tint sa première réunion du 8 au 12 mai 1961, à Monrovia, capitale du Liberia, un des pays majeurs du mouvement,. Parmi les membres, on comptait le Nigeria et la plupart des pays d'Afrique francophone, tels le Sénégal et le Cameroun. Les positions politiques du groupe étaient moins radicales que celles du groupe de Casablanca. Ses dirigeants soulignaient qu'il importait que les États africains nouvellement indépendants conservent leur autonomie et renforcent leurs structures, leurs armées et leurs économies. Ils promouvaient le nationalisme selon lequel chaque nation africaine devrait être autonome, plutôt que le panafricanisme, mouvement selon lequel tout le continent devrait rechercher une union et une intégration toujours plus étroites de sa politique, de sa société et de son économie.
Ce furent les idées du groupe de Monrovia qui prévalurent finalement. En 1963, des États, venus des deux groupes, fondèrent l'Organisation de l'unité africaine (OUA). Au cœur de sa charte, se trouvaient les principes d'indépendance, de non-ingérence et de souveraineté nationale. La recherche d'intégration, de la part de l'OUA, était minimum, et son opposition à une fédération continentale, sans équivoque. L'OUA, à l'instar de son successeur, l'Union africaine, est plus le reflet des valeurs nationalistes du groupe de Monrovia que de celles, supra-nationalistes, du groupe de Casablanca.